# Итальянский расовый манифест

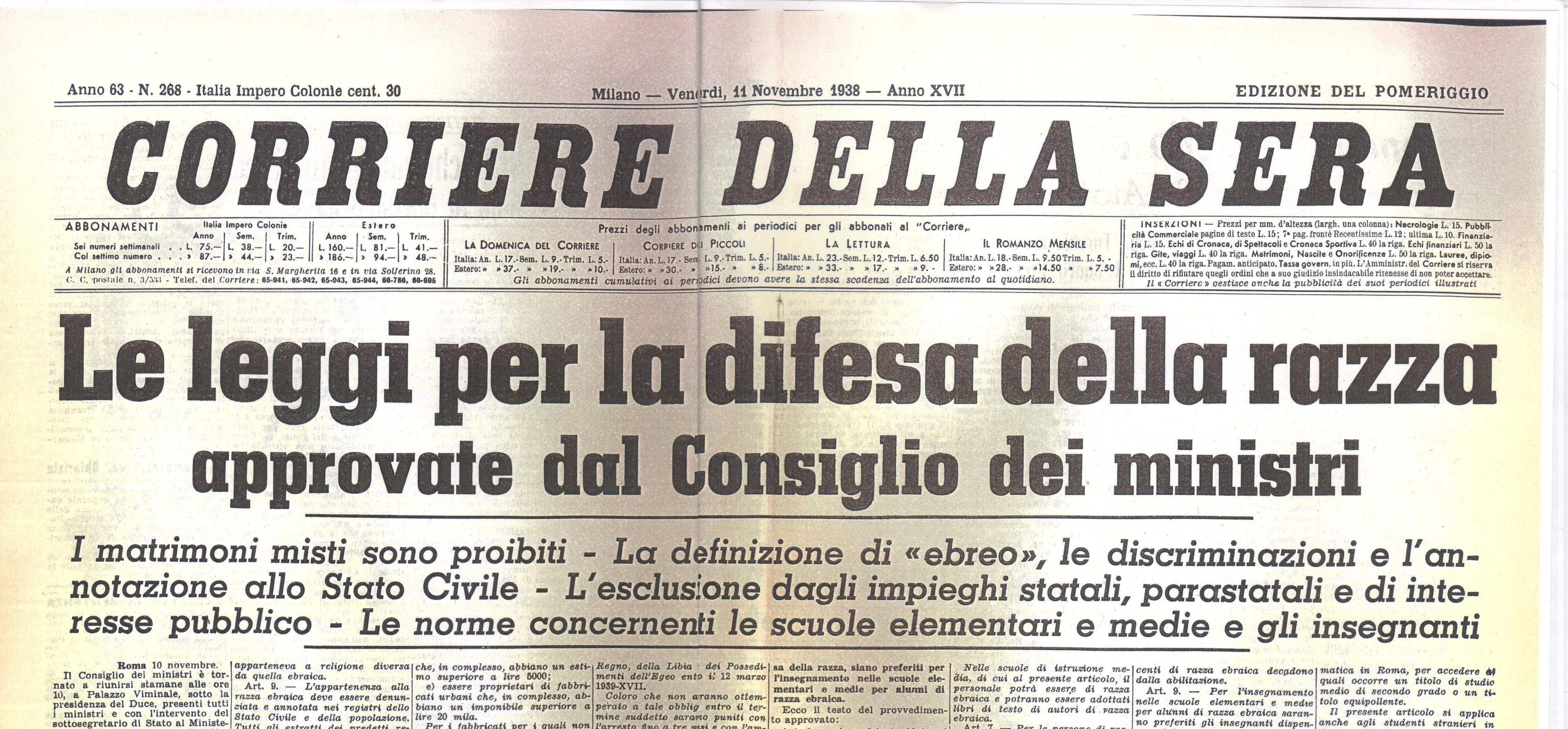
Первая полоса итальянской газеты Corriere della Sera от 11 ноября 1938 года: Законы о защите расы приняты парламентом Италии (ориг.: «Le leggi per la difesa della razza approvate dal Consiglio dei ministri»)

Итальянский расовый манифест (итал. Manifesto degli scienziati razzisti, Manifesto della razza), также известный как Хартия расы или Расовый манифест) — документ, который анонсировал принятие расовых законов в Италии в октябре 1938 года. Был опубликован парламентом Италии 14 июля 1938 года. Согласно данному манифесту, новые законы лишали евреев итальянского гражданства и ограничивали право на свободу передвижения. Расовые законы были введены, когда фашистская Италия вступила в союз с нацистской Германией, и всего за несколько месяцев до того, как Муссолини сформировал «Стальной пакт» с Гитлером.

## Предыстория
К началу 1930-х годов последователи фашизма разработали расовую теорию, взяв за основу теорию Итальянской националистической ассоциации — политической партии, которая была основана в 1910 году, а в 1923 году вошла в состав фашистской партии. Итальянские националисты стремились объяснить, предсказать и научиться контролировать коллективное поведение людей путем выделения определяющих переменных, которые влияют на поведение. Для этого они широко опирались на некоторых антропологов и теоретиков, которые продвигали средиземноморскую идентичность итальянцев (напр., Анджело Моссо, Энрико де Микелис). Националисты считали, что коллективное поведение людей регулируется интересами, определяющими цели и нормы общества, а также убеждениями, отождествляющими человека с его родством, территориальной и традиционной общиной, то есть сообществом людей, объединённых чувством идентичности.
До вторжения Италии в Эфиопию не было каких-либо предпосылок для возникновения расизма в отношении еврейского народа. Однако вопрос антисемитизма всплыл, когда Италия боролась с последствиями расширения своей империи в Африке. Вскоре Муссолини решил вернуться к ранней фашистской программе «Романита» (итал. Romanità). Были созданы такие культурные центры, как Национальный центр изучения истории (итал. Centro Nazionale di Studi), с целью поддержания «романизации» итальянского общества. Что касается уже созданных культурных центров, то они были отданы под усиленный контроль Джузеппе Боттаи.

## Расовые законы
Манифест расы (также известный как Хартия расы или Расовый манифест) был опубликован 14 июля 1938 года и сопровождался широкой пропагандистской кампанией в прессе, целью которой была «подготовка» итальянского населения к радикальным политическим и идеологическим изменениям в вопросах расизма и фашизма по отношению к еврейской общине. Под эгидой Министерства народной культуры была собрана группа фашистских ученых во главе с Гвидо Ландрой и Николой Пенде с целью объединения элементов фашистской расовой теории в единое официальное и последовательное изложение взаимосвязанных тезисов.
2 и 3 сентября 1938 года правительство объявило, что евреи-иностранцы больше не могут проживать на территории Ливии, Эфиопии, на Додеканесских островах и в Тяньцзиньской концессии в Китае. Те, кто уже проживал там, должны были покинуть страну в течение шести месяцев. Евреи, которые получили гражданство после 1 января 1919 года, потеряли его и стали рассматриваться как иностранцы.
Также возник вопрос об идентификации евреев. Согласно закону, дети, чьи оба родители являются евреями, автоматически считаются евреями. Дети, у которых происхождение одного родителя — еврейское, а другого — иностранное, или же чья мать была еврейкой, а национальность отца — неизвестна, также считались евреями. В случае, если один из родителей был евреем, а второй — итальянцем/итальянкой, дети считались евреями при условии, что они исповедовали иудаизм или же считались частью данной общины. Дети, рожденные в семье еврея/еврейки и итальянца/итальянки, не считались евреями только в том случае, если они были крещены до 1 октября 1938 года. Было важно то, что родитель нееврейского происхождения должен являться чистокровным арийцем. Детям от смешанных браков, родившимся между 1 октября 1938 года и 1 октября 1939 года, давалось время для проведения обряда крещения. Дети, рожденные после 1 октября 1939 года, должны были быть крещены в течение десяти дней.
Что касается сферы образования, то правительство запретило евреям учиться или преподавать. Начальные школы, в которых учились более 10 евреев, должны были создать специальный корпус для них. Среднее образование не предоставлялось, но отдельные еврейские общины по желанию обладали правом создавать свои школы. Студенты еврейского происхождения, которые уже были зачислены в университеты, могли завершить свою программу, однако прием новых студентов был закрыт.
17 ноября 1938 года законы были официально введены в силу. Кроме вышеперечисленных запретов, законы также аннулировали и объявляли вне закона браки между итальянцами и евреями, разрешали конфискацию имущества, предприятий и активов, принадлежащих евреям, ограничивали право на свободу передвижения и предусматривали ссылку евреев, как это делалось с политическими заключенными и врагами государства.

## Публикации текста
- «Итальянская газета» (итал. Giornale d'Italia) от 14 июля 1938 года
- Журнал «В защиту расы» (итал. La difesa della razza) от 5 августа 1938 года

## Составители текста
- Лино Бусинко[англ.] — доцент кафедры патологического процесса в университете Ла Сапиенца
- Лидио Чиприани[итал.] — профессор антропологии в университете Флоренции
- Артуро Донаджо[англ.] — директор нейропсихиатрической клиники в Болонском университете, президент Итальянского общества психиатрии
- Леоне Франци[итал.] — ассистент педиатрической клиники в университете Милана
- Гвидо Ландра[итал.] — доцент антропологии в университета Ла Сапиенца, которого считают одним из основным авторов манифеста[9]
- Никола Пенде[итал.] — директор Института медицинской патологии при университете Ла Сапиенца
- Марчелло Риччи[вд] — доцент кафедры зоологии в университете Ла Сапиенце
- Франко Саворньян[итал.] — профессор демографии в университете Ла Сапиенца, президент Национального института статистики
- Эдоардо Дзаваттари — директор института зоологии в университете Ла Сапиенца
- Сабато Виско[итал.] — директор института общей физиологии в университете Ла Сапиенца, директор Национального института биологии при Национальном исследовательском совете

В своей речи в палате депутатов весной 1939 года Виско заявил, что итальянские университеты прощаются со своими профессорами еврейского происхождения с «самым безмятежным безразличием» и что на самом деле они приобретают «духовное единство».

## Последствия
К 16 октября 1938 года 96 профессоров и 200 ученых, работающих в университетах Италии, были идентифицированы как евреи, вследствие чего их уволили. На их места были взяты «представители арийской расы».
В 1939 году министр юстиции Арриго Сольми попросил судей предоставить заявление о своей непринадлежности к еврейской расе с целью проверки «расовую чистоту всей „судебной системы“». 17 судей было уволено, а ещё четверо попросили отправить их на пенсию, чтобы избежать позора в связи с увольнением. Никто из 4200 судей, находившихся в то время на службе, не выразил публично солидарность со своими уволенными коллегами.

## Оценки и восприятие
Данные законы не получили единодушной поддержки среди народа. Одной из причин такой реакции стало то, что евреи были глубоко интегрированы и ассимилированы в итальянское общество. Также антисемитизм не был широко распространён в государстве. Историк Ренцо де Феличе в работе «История итальянских евреев при фашизме» (итал. Storia degli ebrei italiani sotto il fascismo) писал, что антисемитизм не естественен для итальянцев и является новшеством фашизма. Примечательно, что по этой причине до 1938 года в фашистской Италии не было принято никаких расовых законов. Однако стоит заметить, что расовые законы были введены в тот же период, когда фашистская Италия стала союзником нацистской Германии. Возможно, что правительство Муссолини ввело эти законы, чтобы укрепить союз с Германией. Этого же мнения придерживался позднее итальянский историк Федерико Шабо. Он утверждал, что большинство итальянцев восприняло расовые законы как «импортные», имея в виду, что данные акты были введены, чтобы задобрить немцев.
Папа Римский Пий XI публично высказывался против принятия данных законов. 15 и 28 июля он выступил с двумя речами, в которых высказывал своё мнение против манифеста и жалел, что Италия в вопросах расизма позорно подражает нацистской Германии. В разговоре с иезуитским священником Пьетро Такки Вентура Папа сказал: «Но мне стыдно… Мне стыдно быть итальянцем. А ты, отец, скажи это Муссолини! Мне не как Папе, а как итальянцу мне стыдно! Итальянский народ превратился в стадо тупых баранов. Я буду говорить, я не буду бояться. Я забочусь о Конкордате, но больше забочусь о своей совести…»
Что касается Муссолини, то в своём дневнике от 14 июля 1938 года его зять Галеаццо Чиано пишет: «Дуче [Бенито Муссолини] объявил мне о публикации в „Итальянской газете“ заявления, касающегося расовых вопросов. Он был написан группой учёных под эгидой Министерства народной культуры. Он говорит мне, что на самом деле он почти полностью составил его». В том же дневнике от 28 ноября 1938 года Чиано пишет: «Я нахожу Дуче в возмущении из-за короля Виктора Эммануила III. Утром во время разговора король трижды сказал Дуче, что ему бесконечно жаль евреев… Дуче сказал, что в Италии проживает 20 тысяч слабохребетных людей, которых беспокоит судьба евреев. Король сказал, что он является одним из них. Дуче был резок в выражении своего мнения насчет монархии. Он всё больше склонялся к мысли о смене государственной системы…»

## Комментарии
1. ↑  Религиозные верования не влияли на установление данного статуса.